# Skriptor
Skriptor (lat. scriptor, dt. Schreiber, Kopist, Verfasser) war ein mittelalterlicher Beruf.
Vor der Erfindung des Buchdrucks wurden Bücher durch Abschreiben vervielfältigt, was zumeist in Klöstern im Skriptorium geschah. Diese Tätigkeit wurde vom sogenannten Skriptor vorgenommen. Nicht in den Aufgabenbereich der Skriptoren fiel die Bebilderung, diese wurde von den Illuminatoren (oder Miniatoren) durchgeführt. Manchmal war ein Skriptor aber zugleich auch Miniator.
Das Abschreiben von Texten galt zwar als Handwerk, doch Urkunden erforderten nicht nur Schriftkenntnisse, sondern auch Wissen über Rechtsvorschriften und das Beherrschen der lateinischen Sprache. Deshalb hatten Urkundenschreiber meist höhere Weihegrade inne und stiegen später nicht selten zum Abt auf. Im Frühmittelalter standen die Scriptores in einem so hohen Ansehen, dass die Verletzung eines Schreibermönches ebenso hart bestraft wurde wie die eines Abtes oder eines Bischofs. Die außerordentliche Wertschätzung der Scriptores in den Klöstern zeigt sich auch in einer von Caesarius von Heisterbach überlieferten Erzählung: Im Kloster der Prämonstratenser in Arnsberg wurde 20 Jahre nach dem Tod des verehrten Schreibers Richard von Arnsberg die Gruft geöffnet, in der er beigesetzt worden war. Man fand den ganzen Leib zerfallen, nur die rechte Hand war vollkommen unversehrt.